# Graciano
Graciano ist eine Rotweinsorte, die insbesondere in Spanien und auf der italienischen Insel Sardinien verbreitet ist.

## Verbreitung
Weltweit gibt es von der Sorte Graciano eine Anbaufläche – im Jahre 2010 – von 3.112 ha. Davon stehen in Spanien 2.281 ha, in Italien 469 ha, in Portugal 332 und in Frankreich 10 ha.
Auf Sardinien ist ihr Anbau in den Provinzen Cagliari, Oristano und Sassari zugelassen. Ihre Weine finden Eingang in den DOC-Weinen von Alghero. In Spanien ist sie in den D.O. Weinen von Gran Canaria, Monte Lentiscar, Navarra, Ribera del Guadiana, Somontano, Valle de Güímar, Valle de la Orotava und Ycodén-Daute-Isora zugelassen. Bevor die Rebsorte mit der D.O.Ca.-Klassifizierung von Rioja 1991 einen Aufschwung erfuhr, war sie vom Aussterben bedroht. In Rioja ist sie Verschnittpartner des klassischen Rioja und verantwortlich für dessen Alterungsvermögen.

## Ampelografische Merkmale
- Die Triebspitze ist mittelstark weißwollig behaart, der Saum ist rot gefärbt.
- Die jungen Blätter sind bronziert, das Blatt ist dunkelgrün, blasig, fünflappig. Die Stielbucht ist lyraförmig, überlappend und die Blattrippen sind rot gefärbt. Die Blattunterseite ist mittelstark weißwollig behaart.
- Die Form der Trauben ist walzenförmig, geschultert und kompakt. Die Beeren sind blauschwarz, rund, klein und besitzen eine dicke Beerenhaut.[1]

Reife: spät

## Eigenschaften
Graciano treibt erst spät. Sie hat einen aufrechten Wuchs bei geringem Ertrag.

## Wein
Die Weine sind dunkelrot, tannin- und extraktreich bei markanter Säure. Sie besitzen ein kräftiges Aroma, aber gleichzeitig nur ein zartes Bukett. Die Weine dieser Rebsorte zeichnen sich durch lange Haltbarkeit und sehr gute Qualität aus.

## Synonyme
Laut dem Institut VIVC sind 115 Synonyme bekannt: Alicante, Barbera Sarda, Bastardo Nero, Bois Dur, Bordelais, Bovale, Bovale Mannu, Bovale Piccolo, Bovale Piticco, Bovaleddo, Bovaleddu, Bovaleddu Bianea, Bovali, Bovali Manni, Bovali Mannu, Bovalis, Bualeddu, Cadelanisca, Cagliunari, Cagniulari, Cagnolari Nero, Cagnonale, Cagnorali Nero, Cagnovali, Cagnovali Nero, Cagnulari, Cagnulari Bastardo, Cagnulari Sardo, Cagnulatu, Calda Reio, Caldareddhu, Caldareddu, Caldarello, Cardinissia, Cargo Muol, Carrixa, Casca, Cendron, Charge Mulet, Courouillade, Couthurier, Couturier, Drug, Enfarine, Graciana, Graciano 15-5, Graciano de Haro, Graciano Tinto, Gros Negrette, Grosse Negrette, Himrisnky, Jerusano, Karis, Marastel, Maristeddo, Matarou, Materou, Minostello, Minustello, Minustellu, Minustillu, Monastel, Monasteou, Monaster, Monastrell Menudo, Monastrell Verdadero, Monestaou, Monestel, Moraiola Minore, Morastel, Morastell, Morestel, Moristell, Morrastel, Morrastel Tantot, Moura, Mourastel, Mouroustel, Mourrastel, Murastellu, Muristeddo, Muristeddu, Muristellu, Mustinellu, Negrette de Montauban, Negrette de Pays, Nieddu Prunizza, Perpignan, Perpignanou Bois Dur, Perpigne, Plant de Ledenon, Tanat Gris, Tannat Bordelais, Tannat Gris, Tinta, Tinta de Fontes, Tinta do Padre Antonio, Tinta Fontes, Tinta Mencida, Tinta Menuda, Tinta Miuda, Tintilho, Tintilla, Tintilla de Rota, Tintillo, Tintillo Alicante, Tintillu, Tinto, Tinto Menudo, Torrentes, Uva Cagnelata, Verdadero, Xeres, Xerez, Zinzillosa.